# Olympiastadion Seoul
Das Olympiastadion Seoul (auf Hangeul: 서울올림픽주경기장, auf Hanja: 서울奧林匹克主竞技场) in der südkoreanischen Hauptstadt Seoul ist ein Fußballstadion mit Leichtathletikanlage, das im Südwesten im Bezirk Songpa-gu der Stadt liegt und zum Sportkomplex von Jamsil gehört.

## Geschichte
Das Olympiastadion wurde hauptsächlich für die Olympischen Sommerspiele 1988 gebaut. Dort wurden die Leichtathletik-Wettbewerbe der Spiele ausgetragen. Zu dieser Zeit hatte das Stadion eine Kapazität von 100.000 Sitzplätzen. Zuvor war es auch Schauplatz der Asienspiele 1986. Der Architekt des Stadions war Kim Swoo Geun. Die Silhouette des Stadions soll Vasen der Joseon-Dynastie symbolisieren.
Im August 2023 gab die Stadtverwaltung von Seoul Pläne für die umfangreiche Renovierung des Stadions und des weiteren Jamsil-Geländes im Rahmen einer möglichen Bewerbung der Stadt für die Olympischen Sommerspiele 2036 bekannt. In einem Drei-Jahres-Plan sollen die Arbeiten bis Dezember 2026 abgeschlossen werden. Die Umbauten konzentrieren sich auf das Innere. Das Äußere mit der Fassade soll erhalten bleiben. Das Platzangebot soll von 65.000 auf 60.000 sinken. 30.000 Kunststoffsitze sollen ausgetauscht werden, die andere Hälfte wurde im Vorfeld des Nationalen Sportfestivals 2019 ausgetauscht. Es sind 350 zusätzliche, behindertengerechte Plätze geplant. Auf der Nordseite im Stadion soll eine zusätzliche Großleinwand, als Gegenstück der Leinwand im Süden, installiert werden.
Das Olympiastadion von Seoul soll von 2027 bis 2031 vorübergehend die Heimat der beiden Baseballmannschaften LG Twins und Doosan Bears (KBO League) werden. Das benachbarte Baseballstadion Jamsil, als übliche Spielstätte, soll durch einen Neubau ersetzt werden. Für die Nutzung als Baseballstadion soll das Olympiastadion für 30 bis 40 Mrd. KRW umgebaut werden. Die Stadt erwog eine Verlegung in das Mokdong Baseball Stadium oder den Gocheok Sky Dome, doch die Clubs wollten lieber im Olympiastadion spielen. Der Spielfeldrasen und die Leichtathletikanlage sollen durch ein normales Baseballfeld mit Dugouts und anderen Einrichtungen ersetzt werden. Als Baseballstadion bietet es 18.000 Plätze. Zu besonderen Spielen könnten es bis zu 30.000 Plätze sein.

## Galerie

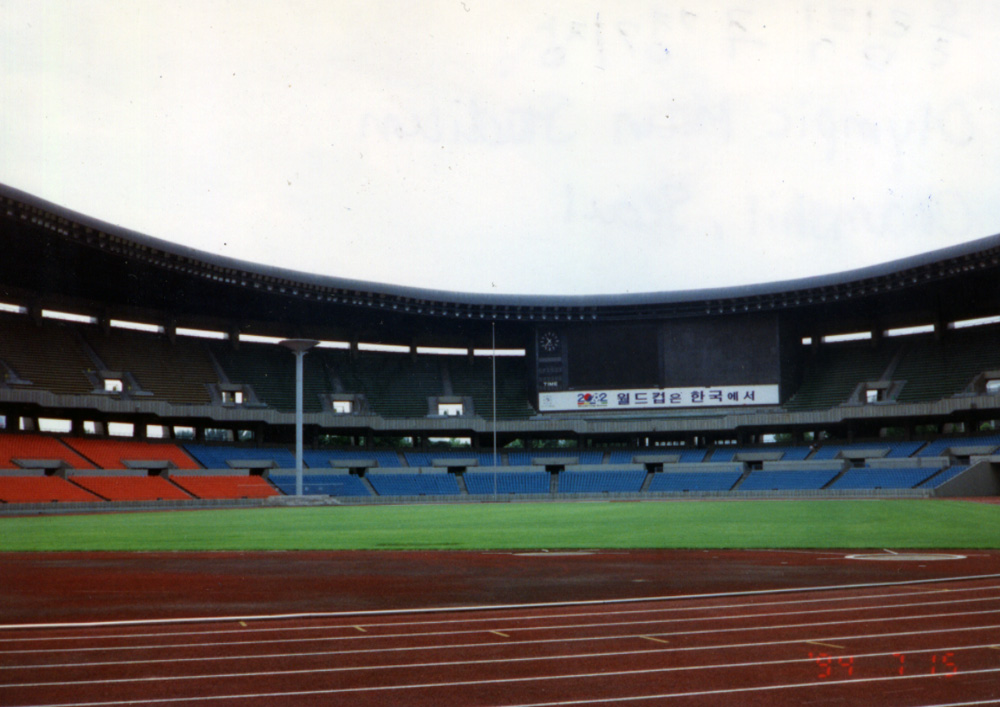
Der Stadioninnenraum (1994)
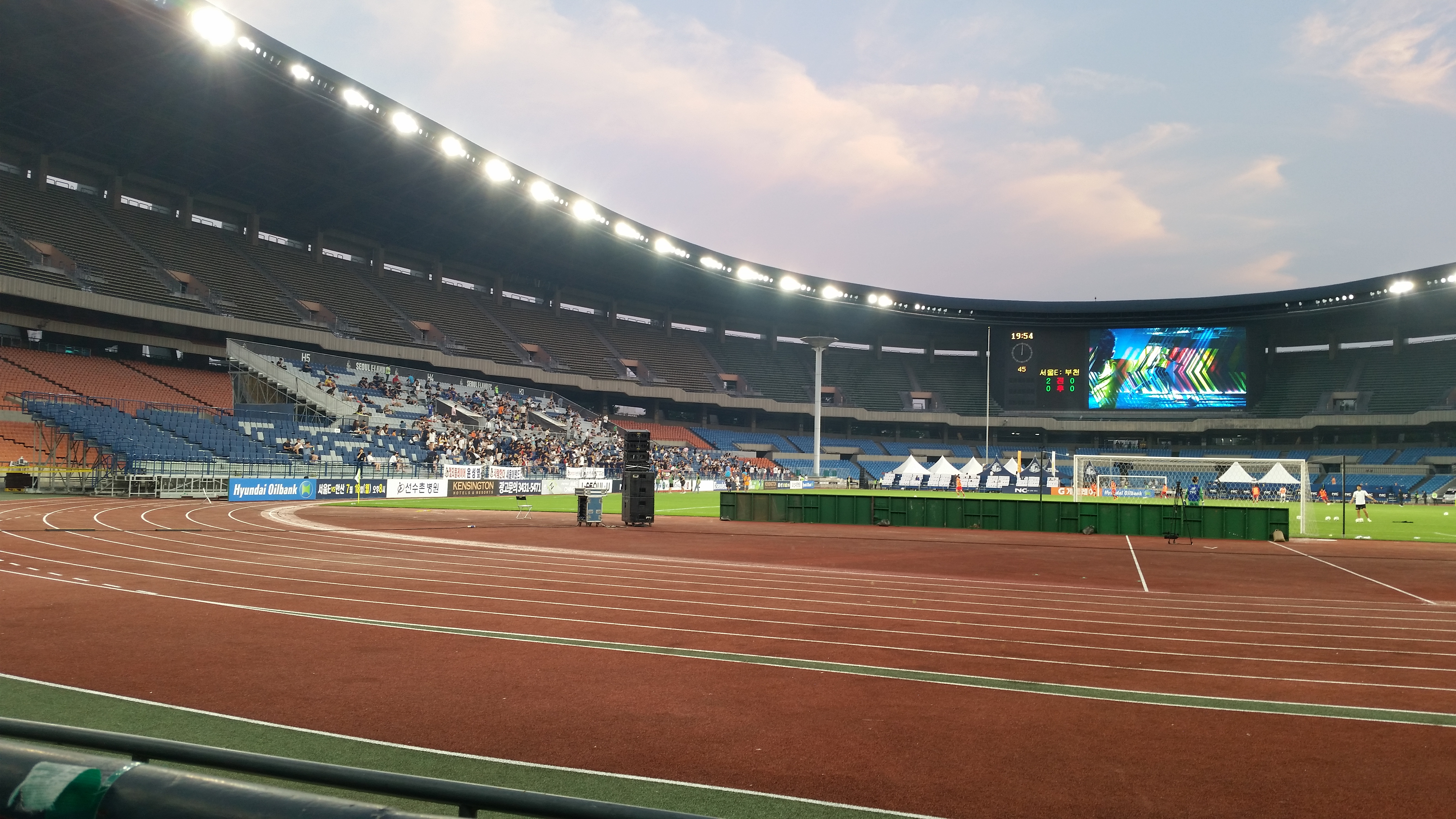
Spiel des Seoul E-Land FC (2016)
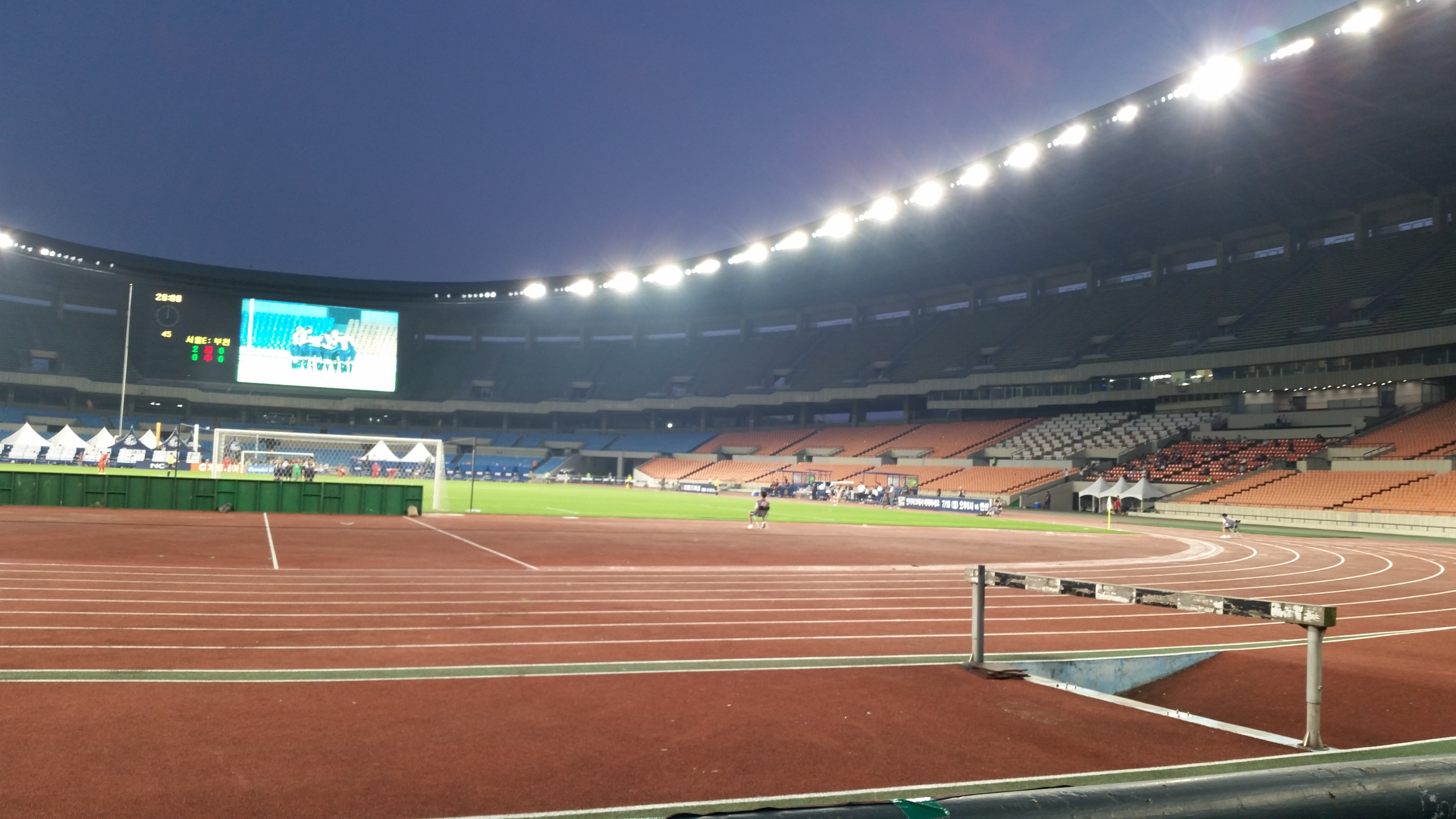
Der Innenraum des Stadions (2016)